# Ekaterina Karawelowa

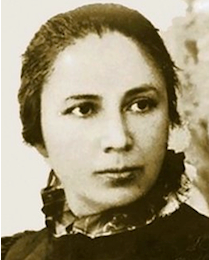
Ekaterina Karavelowa

Ekaterina Welikowa Karawelowa (bulgarisch Екатерина Великова Каравелова, geborene Penewa /Пенева; * 21. Oktober 1860 in Russe; † 1. April 1947 in Sofia) war eine bulgarische Pädagogin, Übersetzerin, Publizistin und Frauenrechts-Aktivistin. Sie war Gründerin der kulturellen Frauenorganisation Maika [Mutter] und Mitbegründerin der Bulgarischen Frauenunion sowie des Makedonischen Frauenverbandes, einem Verband der Bulgaren aus Makedonien. Daneben war sie mit dem viermaligen Ministerpräsidenten des Landes, Petko Karawelow verheiratet und nahm eine wichtige Rolle bei der Rettung der bulgarischen Juden während des Zweiten Weltkrieges ein.

## Biographie
Ekaterina Welikowa Penewa wurde 1860 in der nordbulgarischen Stadt Russe geboren, die damals zum Osmanischen Reich gehörte. Im Alter von zehn Jahren verlor sie ihre Eltern. Sie ging nach Russland, wo sie nach Odessa und Kiew in Moskau in die aristokratische Familie von Wsewolod Lermontow gelangte. Sie erhielt eine hervorragende Ausbildung am renommierten IV. Moskauer Gymnasium. Nach ihrem Schulabschluss kehrte sie 1878 in ihre Heimatstadt Russe zurück, nur wenige Monate vor der Befreiung Bulgariens von fünf Jahrhunderten osmanischer Herrschaft. Sie war als Lehrerin tätig und beteiligte sich schon früh an der Debatte über die Bildung von Frauen und den Status von Lehrerinnen. Sie war Gründerin der kulturellen Frauenorganisation Maika (Mutter) und war deren Vorsitzende von 1899 bis 1929.
1901 gründete sie zusammen mit Wela Blagoewa, Kina Konowa, Anna Karima und Julia Malinowa die Bulgarische Frauenunion. Die Organisation war ein Dachverband der 27 lokalen Frauenorganisationen, die seit 1878 in Bulgarien gegründet worden waren, oft als Antwort auf die Beschränkungen der Frauenbildung und des Zugangs zu Universitätsstudien, um die intellektuelle Entwicklung und Beteiligung von Frauen zu fördern. Die Frauenorganisationen veranstalteten nationale Kongresse und nutzten die von Anna Karima und Julia Malinowa herausgegebenen Zeitschrift Zhenski glas [Weibliche Stimme] als Diskussionsplattform.
Während der Balkankriege (1912–1913) diente Ekaterina Karawelowa als Leitende Sanitäterin an der Militärschule. Auch während des Ersten Weltkriegs kümmerte sie sich um Verwundete und Kranke.

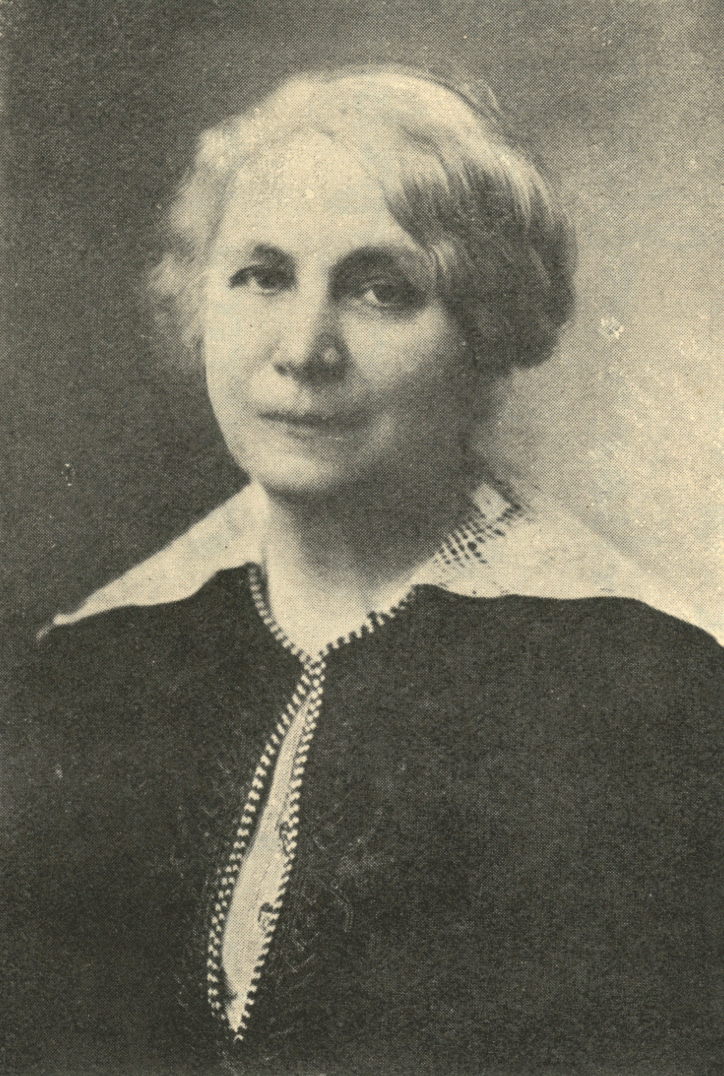
Ekaterina Karawelowa (1926)

Ekaterina Karawelowa war von 1915 bis 1925 stellvertretende Vorsitzende der Bulgarischen Frauenunion, 1925 wurde sie Präsidentin des bulgarischen Zweigs der Internationalen Frauenliga für Frieden und Freiheit, 1932 war sie Mitbegründerin der Bulgarisch-Rumänischen Vereinigung, 1935 Mitbegründerin des Bulgarischen Schriftstellerverbandes und dessen Präsidentin.
Neben Frauenpolitik war der Einsatz für den Frieden ihr großes Thema. Im Jahr 1919 gründete sie die Vereinigung Traen mir [Dauerhafter Frieden], die Mitglied der seit 1915 bestehenden Internationalen Frauenliga für Frieden und Freiheit (WILPF) wurde. Im Jahr 1924 war sie bulgarische Delegierte beim IV. Kongress der WILPF in Washington und nahm in der Folge auch journalistisch zur Friedensfrage Stellung. 1925 wurde sie Vorsitzende der bulgarischen Sektion der Internationalen Frauenliga für Frieden und Freiheit und arbeitete in einem Ausschuss des Völkerbundes mit. Im Jahr 1926 erklärte sie auf dem Internationalen Kongress der WILPF in Dublin: „Unser Ideal ist nicht der Frieden, der von Regierungen gemacht wird, ohne die wirklichen Bestrebungen der Völker zu kennen, sondern der Frieden der wahren Demokratie.“
Sie nahm als bulgarische Delegierte an zahlreichen internationalen Konferenzen teil. Im Jahr 1935 sprach sie sich gegen die Todesstrafe für politische Gefangene in Bulgarien aus.
1933 gründete die bulgarische Sektion der WILPF ein Komitee zum Schutz der Juden in Deutschland. Später, während des Zweiten Weltkriegs, setzte sich Karavelowa auch für die bulgarischen Juden ein.
Ekaterina Karawelowa verstarb nach dem Ende des Zweiten Weltkrieges am 1. April 1947 und wurde neben ihrem Ehemann bei der Kirche Sweti Sedmotschislenizi im Zentrum von Sofia beigesetzt.

## Privates
Ekaterina Karawelowa war seit 1880 mit Petko Karawelow (1843–1903) verheiratet, den sie bereits in Moskau kennengelernt hatte. Petko Karawelow war ein führender bulgarischer liberaler Politiker, der zwischen 1880 und 1902 mehrfach Premierminister und Finanzminister war. Ekaterina begleitete ihren Mann überall hin. Sie fungierte als seine persönliche Sekretärin, die bei Sitzungen Notizen machte und Berichte schrieb.
Ekaterina Karawelowa brachte die drei Töchter Radka, Viola und Lora zur Welt, die sie alle drei verlor. Die Geschichte ihrer dritten Tochter Lora und deren Ehe mit dem bulgarischen Dichter Pejo Jaworow war Grundlage für einige Bücher und Filme. Von Leidenschaft gepackt hatten beide kurz nacheinander Suizid begangen.

## Ehrungen
Karavelova Point, eine Landspitze der Livingston-Insel vor der Westantarktis, wurde nach Ekaterina Karawelowa benannt.
2016 gründete sich in Bulgarien die Ekaterina Karawelowa Foundation, die schwerpunktmäßig Bildungsangebote für Frauen und Mädchen macht.